# La Portella
La Portella è un comune spagnolo di 623 abitanti situato nella comunità autonoma della Catalogna.